# 海斯峰 (麥克羅伯特森地)
海斯峰（英語：Hayes Peak）是南極洲的山峰，位於麥克羅伯特森地，處於布魯斯角以南4公里，海拔高度340米，在1931年2月由探險隊發現，現時由南極條約體系管理。